# Crum da Bulgária
Crum (em búlgaro: Крум), também referido como Crem (em grego medieval: Κρέμ), Crubo (Κρούβος), Crumo (Κροῦμος/Κροῦμμος/Κροῦμος) ou Trúnio (em latim: Trunius) e conhecido como o Horrível (em búlgaro: Страшни; romaniz.: Strashni), foi o cã da Bulgária a partir de algum momento entre 796 e 803 até a sua morte em 814. Durante seu reino, o território búlgaro dobrou de tamanho, abrangendo um território que ia do médio Danúbio até o Dniepre e do Odrin até os Montes Tatra. Seu governo, hábil e energético, estabeleceu a lei e a ordem na Bulgária e desenvolveu os rudimentos de uma organização estatal na região.

## Novas fronteiras
Por volta de 805, Crum se aproveitou da derrota do Grão-Canato Avar para destruir o que restava dos ávaros e expandir sua autoridade para além dos Cárpatos, na Transilvânia, e ao longo do Danúbio, na direção da Panônia oriental. Este avanço resultou no estabelecimento de uma fronteira comum entre o Império Franco e a Bulgária que teria importantes repercussões para a política externa dos sucessores de Crum.

## Conflito com Nicéforo I
Crum se lançou numa política de expansão territorial durante seu governo. Em 807, as forças búlgaras derrotaram o exército bizantino no vale do Estrimão. Dois anos depois, Crum cercou e forçou a rendição de Sérdica (atual Sófia), uma vitória que provocou o imperador bizantino Nicéforo I, o Logóteta a colonizar a fronteira com uma população vinda da Anatólia numa tentativa de retomar e refortificar Sérdica, um plano que terminou fracassando.

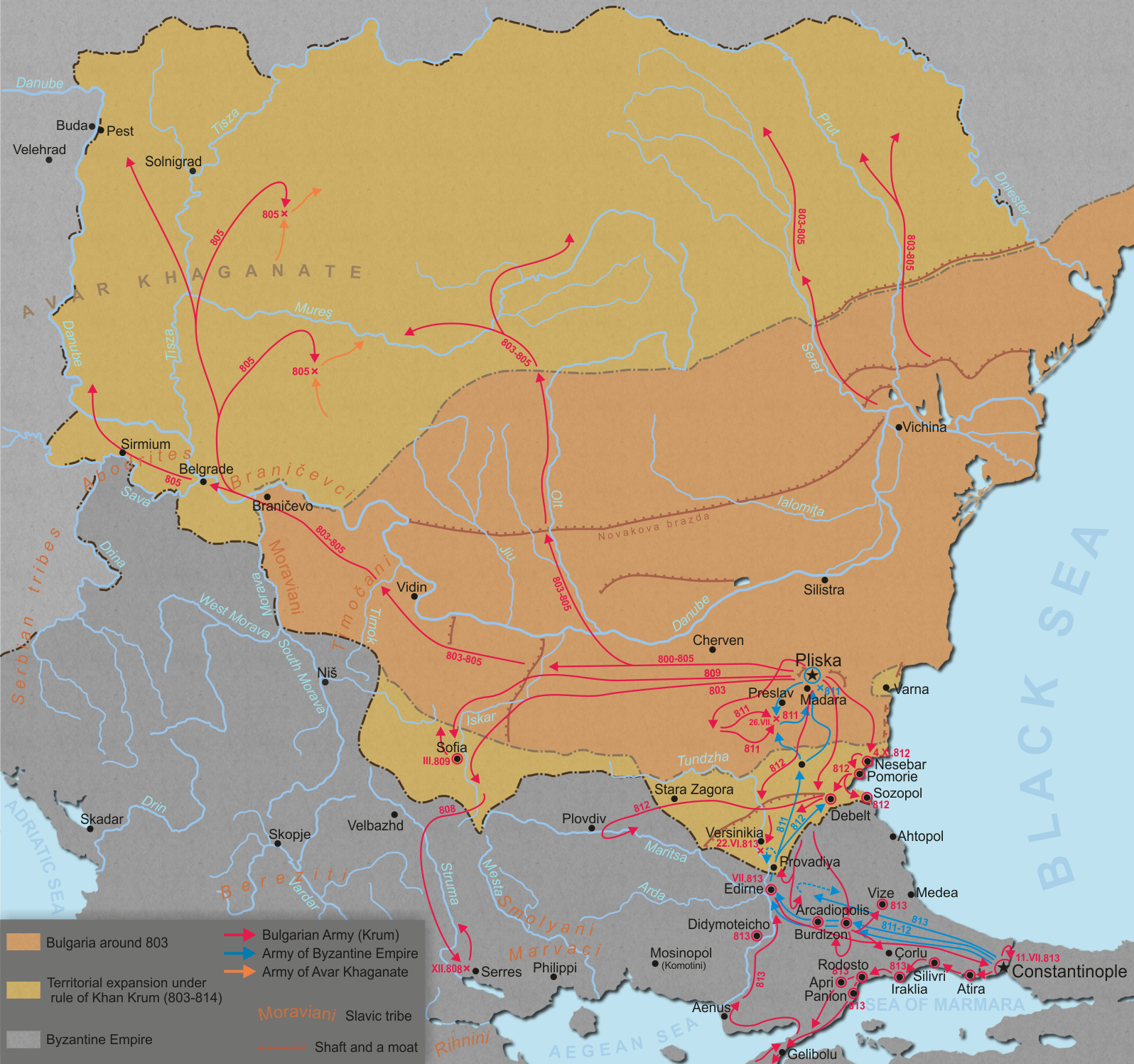
Bulgária sob o Cã Crum (novos territórios conquistados por ele em amarelo)

No início de 811, Nicéforo I iniciou uma enorme expedição contra a Bulgária, avançando até Marcela (próxima a Karnobat). Lá, Crum tentou negociar em 11 de julho, mas Nicéforo estava determinado a continuar com a campanha de saques. Seu exército conseguiu de alguma forma escapar das emboscadas búlgaras na cordilheira dos Bálcãs e avançou para a Mésia, tomando Plisca em 20 de julho, que estava sendo protegida por um pequeno exército organizado às pressas. Ali, Nicéforo se apoderou do tesouro dos búlgaros, incendiou a cidade e liberou a fúria de seu exército sobre a população. Uma nova tentativa de negociação por parte de Crum foi rejeitada e o imperador novamente se mostrou ser um líder brutal, selvagem e impiedoso.
A "Crônica" do século XII do patriarca dos jacobitas siríacos Miguel, o Sírio, descreve as brutalidades e atrocidades de Nicéforo: "Nicéforo, imperador do Império Bizantino, andou por terras búlgaras: ele foi vitorioso e assassinou um grande número deles. Ele alcançou sua capital, tomou-a e devastou-a. Sua selvageria chegou ao ponto de ele ordenar que lhe fossem levadas as crianças pequenas, que elas fossem amarradas no chão e esmagadas por pedras de mó."
Enquanto Nicéforo e seu exército saqueavam e pilhavam a capital búlgara, Crum mobilizou quantos soldados foi capaz de juntar, dando armas até mesmo para camponeses e mulheres. Seu exército se juntou nos passos de montanha para interceptar os bizantinos em sua jornada de volta para Constantinopla. No amanhecer de 26 de julho, os búlgaros conseguiram aprisionar o exército de Nicéforo no passo de Varbitsa e o devastou na batalha que se seguiu, na qual Nicéforo foi morto. Seu filho, Estaurácio, foi levado em segurança pela guarda imperial após receber uma ferida grave no pescoço. Diz-se que Crum teria ordenado que o crânio do imperador fosse banhado em prata para que ele o utilizasse como taça.

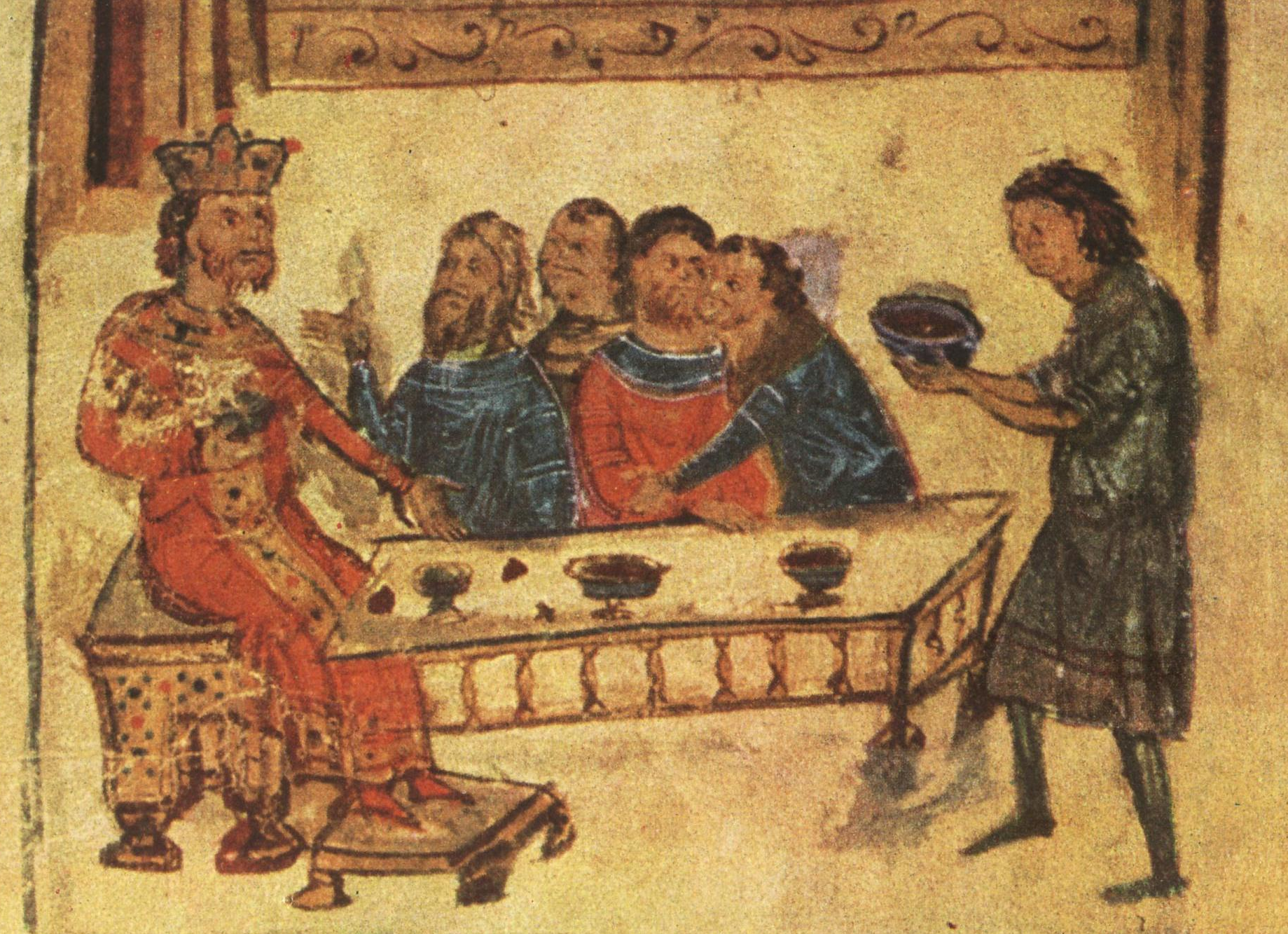
Crum festeja com seus nobres enquanto sua serva (a esquerda) lhe traz o crânio de Nicéforo, já transformado em taça, cheio de vinho

## Conflito com Miguel I Rangabe
Estaurácio foi forçado a abdicar após um breve reinado (ele morreu por conta do ferimento sofrido em 812) e foi sucedido por seu cunhado Miguel I Rangabe. Em 812, Crum invadiu a Trácia bizantina, tomando Develt e afugentando a população das fortalezas próximas para Constantinopla. A partir desta fortaleza, Crum ofereceu um retorno ao tratado de paz de 716. Não desejando comprometer seu regime demonstrando fraqueza, o novo imperador recusou a proposta e, ostensivamente, se opôs a realizar uma troca de desertores. Para aumentar a pressão sobre o imperador, Crum cercou e capturou Mesembria.
Em fevereiro de 813, os búlgaros atacaram a Trácia, mas foram repelidos pelas forças do imperador. Encorajado pelo sucesso, Miguel I convocou tropas de todos os cantos do império e seguiu para o norte, esperando uma vitória decisiva. Crum levou seu exército para o sul, na direção de Adrianópolis, e acampou perto de Versinícias. Miguel alinhou seu exército frente ao búlgaro, mas nenhum dos dois iniciou o combate nas duas semanas seguintes. Em 22 de junho de 813, os bizantinos atacaram, mas foram imediatamente repelidos e recuaram em fuga. Com a cavalaria de Crum às costas, a derrota de Miguel foi completa, e Crum avançou até Constantinopla, que ele cercou por terra. Desacreditado, Miguel foi forçado a abdicar e se tornou um monge - o terceiro imperador bizantino a cair desgraça pelas mãos de Crum em três anos.

## Conflito com Leão V, o Armênio
O novo imperador, Leão V, o Armênio, ofereceu termos e organizou um encontro com Crum. Quando ele chegou, foi emboscado por arqueiros bizantinos e ferido quando tentava escapar. Furioso, Crum arrasou as redondezas de Constantinopla e voltou para casa, capturando Adrianópolis no caminho e transportando seu habitantes (inclusive os pais do futuro imperador Basílio I) através do Danúbio. Apesar da aproximação do inverno, Crum se aproveitou da vantagem do bom tempo para enviar uma força de 30 000 homens até a Trácia e capturou Arcadiópolis (Lüleburgaz), levando 50 000 cativos para as terras búlgaras. O espólio da Trácia foi usado para enriquecer Crum e seus nobres e incluía diversos elementos arquiteturais que foram utilizados para reconstruir Plisca, provavelmente se valendo de artesãos bizantinos capturados.
Crum passou o inverno se preparando para um grande ataque sobre Constantinopla, onde um rumor se espalhara a respeito de um enorme conjunto de armas de cerco a ser transportado por 5 000 carroças. Contudo, ele morreu antes de iniciar a campanha, em 13 de abril de 814, e foi sucedido por Ducumo.

## Legado
Crum é lembrado por ter instituído o primeiro código legal escrito da Bulgária, que garantia subsídios aos mendigos e a proteção estatal a todos os búlgaros pobres. Embriaguez, calúnia e roubos eram severamente castigados. Através de suas leis, ele ficou conhecido como um líder rígido, mas justo, que conseguiu organizar búlgaros e eslavos num estado centralizado.